# Рябцев, Илья Николаевич
Илья Николаевич Рябцев (6 июля 1904 — 22 июня 1963) — советский государственный деятель, председатель Витебского облисполкома (1940—1944).

## Биография
- 1939—1940 гг. — председатель Организационного комитета Президиума Верховного Совета Белорусской ССР по Витебской области,
- 1940—1944 гг. — председатель исполнительного комитета Витебского областного Совета,
- март-сентября 1942 г. — член Витебского подпольного областного комитета КП(б) Белоруссии.

С 1950-х гг. один из руководителей в системе сельского строительства Белорусской ССР.